# James Eccles
James Eccles (Liverpool, 1838— Londres, 1915) foi um geólogo  e alpinista inglês.

## Alpinista
Com 16 anos começa a sua paixão pelo alpinismo em Chamonix e sobe pela primeira vez ao Monte Branco em 1865, mas é a partir de 1869 quando encontra Michel Payot que será o seu guia de alta montanha, que vão realizar uma longa série de ascensões e das quais, algumas primeiras no Maciço do Monte Branco.
- 1870 - Primeira travessia  do col Infranchissable
- 1871 - Primeira da aiguille du Plan
- 1877 - Primeira da face Sul do Monte Branco, pelo Glacier du Brouillard e do Glacier du Freney e pela Arête de Peuterey,
  - Mont Blanc de Courmayeur
  - Grand Pilier d'Angle
- 1873 - Aiguille de Rochefort
- 1881 - Dôme de Rochefort

## Homenagens
No Monte Branco o sua passagem é assinalado e logo homenageada com o  Pico Eccles, perto do passo de montanha do mesmo nome que liga o  Glaciar do Brouillard ao  Freney e mesmo com o Cabana Eccles.
Faz-se acompanhar pelo guia chamoniards Michel Payot em 1878 nas Montanhas Rochosas onde realizam a primeira do Fremont Peak (4 189 m), o terceiro mais alto cume do Wind River Range e também lá deixa o seu nome no Eccles Peak (3 753 m) no Eagles Nest Wilderness 